# Euselasia ignitus
Espèce
Euselasia ignitus est un insecte lépidoptère appartenant à la famille  des Riodinidae et au genre Euselasia.

## Dénomination
Euselasia ignitus a été décrit par Hans Ferdinand Emil Julius Stichel en 1924.

### Sous-espèce
Euselasia ignitus marisopula Brévignon, 1994; en Guyane.

## Description
Euselasia ignitus est sur le dessus de couleur noire, avec des plages rouges ou orange, présentes ou non aux ailes antérieures, couvrant presque toute l'aile postérieure en ne laissant qu'une large bande au bord costal.
Le revers est de couleur beige suffusé de cuivré. Les ailes antérieures sont séparées en deux par une ligne rouge vif. Aux postérieures la ligne rouge se continue. Les ailes postérieures sont finement bordées de cuivre doublé d'une ligne submarginale de chevrons noirs bordés de blanc.

## Biologie
Sa biologie n'est pas connue.

## Écologie et distribution
Euselasia ignitus est présent au Brésil et en Guyane.